# Le Bon Dieu sans confession
Pour les articles homonymes, voir Confession (homonymie).
Pour plus de détails, voir Fiche technique et Distribution.
Le Bon Dieu sans confession est un film français réalisé par Claude Autant-Lara, sorti en 1953. Il a été présenté dans la sélection officielle du Festival de Venise (1953).

## Synopsis
Lors des funérailles de M. Dupont, plusieurs personnes suivent le convoi funèbre, chacun plongé dans ses souvenirs du défunt. Il y a sa femme Marie, ses enfants Paul et Denise, son associé Varesco et Janine Frejoul, sa maîtresse qu’il a passionnément aimée. Dès leur première rencontre, avant la guerre, Janine au visage d’ange s’est moquée de lui. Elle lui a joué la comédie de l’amour en profitant de ses largesses. Dupont, aveuglé par sa passion, la couvre de cadeaux, règle ses dettes, entretient sa propriété, rachète ses chevaux… Alors que Janine, tout en comblant Dupont de promesses, ne pense qu’à son mari, Maurice, évadé d’un Stalag, qu’elle cache pendant la guerre. Le machiavélisme de Janine ne s’arrêtera pas là. Elle sera l’instigatrice d’une sombre affaire de dénonciation menée pendant la guerre ainsi qu’à la libération mêlant Dupont contre Varesco. Manigances qui finiront par venir à bout du brave Dupont qui meurt d’une crise cardiaque. Janine, abandonnée par son mari écœuré de ses agissements, se retrouve seule derrière le cortège.

## Fiche technique
- Titre : Le Bon Dieu sans confession
- Réalisation : Claude Autant-Lara
- Scénario : Claude Autant-Lara, Ghislaine Auboin et Roland Laudenbach d'après le roman M. Dupont est mort de Paul Vialar
- Dialogue : Ghislaine Auboin
- Décors : Max Douy
- Costumes : Germaine Lecomte et Monique Plotin
- Photographie : André Bac
- Son : Robert Biard
- Montage : Madeleine Gug
- Musique : René Cloërec
- Production : Joseph Bercholz
- Société de production : Les Films Gibé
- Distribution : Pathé
- Pays de production :  France
- Langue : français
- Format : Noir et blanc - 35 mm - 1,37:1 - Son mono
- Genre : Comédie dramatique
- Durée : 105 minutes
- Date de sortie : France - 9 octobre 1953
- Affiche : Jean Mascii (France)

## Distribution
- Danielle Darrieux : Janine Frejoul
- Henri Vilbert : François Dupont
- Myno Burney : Marie Dupont
- Claude Laydu : Roland Dupont
- Ivan Desny : Maurice Frejoul
- Grégoire Aslan : Varesco
- Julien Carette : Eugène
- Isabelle Pia : Denise Dupont
- Michel Le Royer : le fiancé de Denise Dupont
- Georges Bever : Albert, le domestique
- Claude Berri : Thierry
- Jean Dunot : Marfoisse
- Jo Dest : Weber
- Marie-Chantal Fefert : Denise
- Michel Dumur : Roland
- Madeleine Suffel : la marchande de quatre saisons
- Madeleine Damien
- Marcelle Féry : la concierge